# 泰坦蹄兔
泰坦蹄兔（Titanohyrax）是已滅絕的蹄兔目，生存於始新世至漸新世的北非。